# Happy Holidays! 〜CITY POPS COVERS〜
『Happy Holidays! 〜CITY POPS COVERS〜』（ハッピー・ホリデイズ シティ・ポップス・カヴァーズ）は、シティ・ポップの名曲を主にエイベックス所属のミュージシャンらによってカバーされた作品を収録したコンピレーション・アルバム。2011年12月14日にavex infinityから発売された。
続編に『Happy Holidays!〜80's POPS COVERS〜』がある。

## 収録曲
1. い・け・な・いルージュマジック/土岐麻子
作詞・作曲：忌野清志郎・坂本龍一
編曲：川口大輔
2. DOWN TOWN/DE DE MOUSE［VOCAL：一十三十一］
作詞：伊藤銀次
作曲：山下達郎
編曲：遠藤大介
3. う、ふ、ふ、ふ、/コトリンゴ
作詞・作曲：EPO
編曲：コトリンゴ
4. 突然の贈り物/大橋トリオ
作詞・作曲：大貫妙子
5. 恋は桃色/yanokami［矢野顕子×rei harakami］
作詞・作曲：細野晴臣
編曲：Rei Harakami
6. こぬか雨/Terry&Francisco feat. 伊藤銀次
作詞・作曲：伊藤銀次
編曲：フランシスコ松浦
7. 風をあつめて/DEEN featuring BEGIN
作詞：松本隆
作曲：細野晴臣
編曲：DEEN
8. 終りの季節/高野寛・原田郁子
作詞・作曲：細野晴臣
編曲：高野寛
9. 君に、胸キュン。-浮気なヴァカンス-/Sugiurumn featuring 曽我部恵一
作詞：松本隆
作曲：細野晴臣・高橋幸宏・坂本龍一
10. デイ・ドリーム・ビリーバー/Leyona
作詞・作曲：ジョン・スチュワート
11. いつのまにか少女は/持田香織 produced by 井上陽水
作詞・作曲・編曲：井上陽水
12. MONKEY MAGIC/MONKEY MAJIK
作詞：奈良橋陽子
作曲：タケカワユキヒデ
13. パレード/東京カランコロン
作詞・作曲：山下達郎
編曲：東京カランコロン

- ジャケットデザイン&イラスト：アンディ高波（高波宏如）（ちくわテイスティング協会）
- ライナーノーツ：いちろー（東京カランコロン）

## 関連作品
- Happy Holidays!〜80's POPS COVERS〜/V.A.